# Dopachrom
Dopachrom ist eine chemische Verbindung aus der Gruppe der Chinone und ein Tautomer der 5,6-Dihydroxyindol-2-carbonsäure. Sie ist ein Zwischenprodukt bei der Biosynthese von Melanin ausgehend von Tyrosin. Die Struktur des roten Pigments wurde 1927 durch Henry Stanley Raper publiziert.

## Isomere
Dopachrom ist eine chirale Verbindung mit einem Stereozentrum. Daher gibt es zwei Enantiomere.
| Isomere von Dopachrom |                     |             |
| Name                  | L-Dopachrom         | D-Dopachrom |
| Strukturformel        |                     |             |
| CAS-Nummer            | 89762-39-0          | 203000-17-3 |
| CAS-Nummer            | 3571-34-4 (unspez.) |             |
| PubChem               | 5459802             | 24771780    |
| PubChem               | 119399 (unspez.)    |             |
| Wikidata              | Q27098224           | Q27121489   |
| Wikidata              | Q5297282 (unspez.)  |             |

## Eigenschaften
Die Verbindung ist im pH-Bereich 6–8 instabil. Unter diesen Bedingungen decarboxyliert sie und isomerisiert zum 5,6-Dihydroxyindol. Durch Dopachrom-Tautomerase wird Dopachrom zur 5,6-Dihydroxyindol-2-carbonsäure tautomerisiert.